# أندراوس

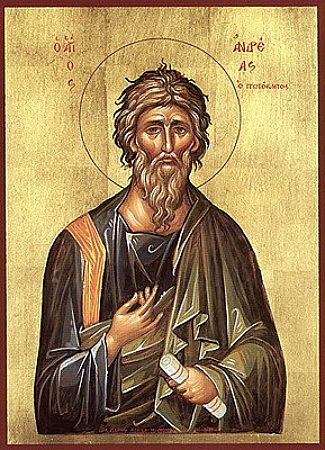
أيقونة "الرسول أندراوس شفيع روسيا"

أندراوس (باليونانية Ανδρέας ومعناه الرجل) ويلقب في التقليد الأرثوذكسي بأول المدعوين، هو أحد رسل يسوع المسيح وهو شقيق بطرس الرسول. يعرف كذلك باسم القديس أندراوس.

## حياته
بحسب التقليد الكنسي فإن أندراوس ولد في بيت صيدا قرب بحر الجليل – بحيرة طبرية -  وكان يعيش مع بطرس في مدينة كفر ناحوم، ولأن أندراوس يهودي الأصل فإن اسمه أندراوس قد لا يكون اسمه الحقيقي من حيث أنه ليس إسما آراميا أو عبريا.
كان أندراوس تلميذا ليوحنا المعمدان وبعد ذلك أصبح من أوائل من تبعوا يسوع المسيح، وبحسب الإنجيل فإن أندراوس كان من بين مجموعة التلاميذ الأكثر قربا ليسوع والذين اختصهم لمعاينة أحداث مهمة للغاية. وقد ذُكر مرة واحدة فقط في سفر أعمال الرسل.
بحسب المؤرخ الكنسي أوسابيوس القيصري (275 – 339 م) فإن أندراوس قام بالتبشير بالديانة المسيحية في آسيا الصغرى وسيكثيا وعلى طول ساحل البحر الأسود حتى نهر الفولغا لذلك فقد أصبح الشفيع الرئيسي لكل من روسيا ورومانيا. ويعد تقليديا أول أساقفة بيزنطة (القسطنطينية).

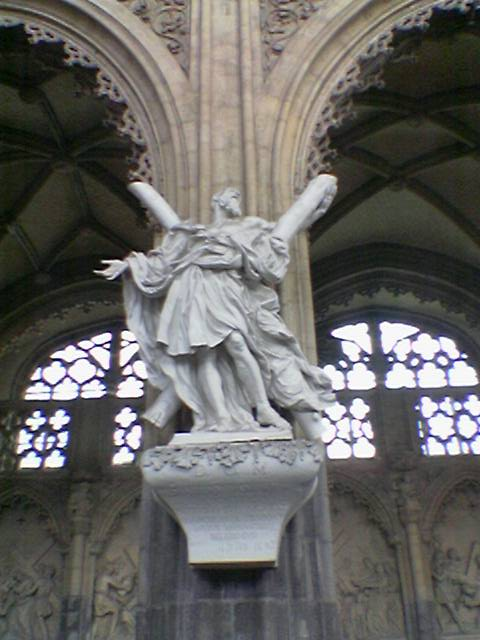
تمثال القديس أندراوس مستندا على صليبه ذو الشكل ×، موجود في كنيسة القديس جاك- لياج، بلجيكا

صليب القديس أندراوس على علم اسكتلندا حيث أصبح شفيع البلاد الرئيسي منذ القرن العاشر

## جثمانه
يُعتقد بأنه قُتل صلبا في مدينة باتراي في اليونان وكان صليبه على شكل حرف x وبسببه أخذ هذا الشكل من الصلبان لاحقا اسم صليب القديس أندراوس، وبحسب التقليد الكنسي فإن جثمانه دُفن في مدينة باتراي وبعد ذلك نُقِل منها إلى القسطنطينية ومن هناك نُقل مرة أخرى إلى بلدة سُمّيت باسم القديس أندراوس تقع على الساحل الشرقي لاسكتلندا، وتتحدث القصص الشعبية المحلية عن أن جثمانه بيع للرومان على يد الكهنة المحليين مقابل أن يُنشئ للرومان خزان مياه للمدينة، وفي السنين التالية حُفِظ الجسد في مدينة الفاتيكان ولكنه أُعيد لمدينة باتراي اليونانية عام 1964 م بأمر من البابا بولس السادس.
إن صندوق جثمان الرسول أندراوس والذي يحتوي على أصبعه وجزء من جمجمته محفوظ اليوم في كنيسة القديس أندراوس في مدينة باتراي في مقام خاص، ويقام لهُ احتفال مميز في 30 من نوفمبر/تشرين الثاني من كل عام.
يُقدم أندراوس في معظم الإيقونات واللوحات على أنه رجل عجوز متّكئ على صليبه ذو الشكل x، وهناك عدة أماكن يُظن بأنها تحتوي على جزء من جثمانه وهي :
- بازيليك القديس أندراوس، باتراي – اليونان
- قبة القديس أندراوس، أمالفي – إيطاليا
- كاتدرائية القديسة مريم، أدنبره – { الضريح الوطني للقديس أندراوس } اسكتلندا
- كنيسة القديس أندراوس وألبيرت، وارسو – بولندا.

يوجد كتاب سُمّي بـ «أعمال أندراوس» وهو من كتب الأبوكريفا (الكتب غير القانونية بالنسبة للكنيسة) تحدث عنه أوسابيوس القيصري وآخرون، يصنف هذا الكتاب ضمن مجموعة الكتب التي تتحدث عن أعمال الرسل والتي تُدعى بـ Leucius Charinus ويتوقع أنه تمت كتابته في القرن الثالث، تم تنقيح هذا الكتاب ونشره بواسطة قسطنطين فان تيشوندروف في ألمانيا عام 1821 م.

## مواقع ذات صلة
- ضريح القديس أندراوس في اسكتلندا
- القديس أندراوس في الأرشيف الوطني الإسكتلندي